# ジエチルジチオカルバミン酸ナトリウム
ジエチルジチオカルバミン酸ナトリウム（Sodium diethyldithiocarbamate）は、化学式がNaS2CN(C2H5)2の有機化合物である。
この塩は、水酸化ナトリウムの存在下、ジエチルアミンと二硫化炭素を処理することで得られる。いくつかのジチオカルバミン酸塩も同様に二級アミンと二硫化炭素から作ることができる。
それらは、遷移金属元素イオンのキレート剤、除草剤の有機合成のビルディングブロック、また加硫試薬としても使われる。

## チウラムジスルフィドへの酸化
ジエチルジチオカルバミン酸ナトリウムを酸化するとチウラムジスルフィドと呼ばれるジスルフィドが得られる。（Et：エチル基）
{\displaystyle {\ce {2 NaS2CNEt2\ + I2 -> Et2NC(S)S-SC(S)NEt2\ + 2 NaI}}}
このジスルフィドは抗酒癖剤としてアンタビュースやジスルフィラムという名称で販売されている。

## 他の反応
上記のチウラムジスルフィドを塩素化して塩化チオカルバモイルにすることができる。